# أنا فلما دي إسكوبار
أنا فيلما دي إسكوبار (بالإسبانية: Ana Vilma de Escobar) (و. 1954  م) هي سياسية
اقتصادية سلفادورية، ولدت في سان سلفادور.

## مناصب
تولت منصب نائب رئيس السلفادور ‏ (1 يونيو 2004–1 يونيو 2009).

## التعليم
تعلمت في Central American University, San Salvador ‏
Escuela Americana El Salvador ‏.